# Under the Mistletoe
Under the Mistletoe ist das erste Weihnachtsalbum des kanadischen Sängers Justin Bieber, das im Oktober 2011 erschien.

## Entstehung und Veröffentlichung
Die Erstveröffentlichung von Under the Mistletoe erfolgte am 28. Oktober 2011 bei Island Records. Erstmals angekündigt wurde es von Bieber selbst am 25. August 2011. Das Album erschien in seiner Originalausführung als CD und Download mit elf Titeln (Katalognummer: 06025 2783390). Am gleichen Tag erschien auch eine Deluxeversion mit vier Bonustiteln sowie einer DVD mit einem Making-of (Katalognummer: 06025 2786123).
Das Album setzt sich ungefähr zur Hälfte aus Coverversionen und Neukompositionen zusammen. Geschrieben und produziert wurden alle Lieder durch verschiedene, wechselnde Autoren und Musikproduzenten. Bieber selbst war beim Schreibprozess von acht Liedern beteiligt sowie an der Produktion zu All I Want Is You.

## Titelliste
1. Only Thing I Ever Get for Christmas – 3:12
2. Mistletoe – 3:03
3. The Christmas Song (feat. Usher) – 3:35
4. Santa Claus Is Coming to Town – 3:37
5. Fa La La (feat. Boyz II Men) – 3:06
6. All I Want for Christmas Is You (feat. Mariah Carey) – 4:00
7. Drummer Boy (feat. Busta Rhymes) – 3:45
8. Christmas Eve – 3:44
9. All I Want Is You – 3:36
10. Home This Christmas (feat. The Band Perry) – 3:24
11. Silent Night – 2:49

Bonustitel (Deluxe Edition)
1. Christmas Love – 3:27
2. Fa La La (A cappella) (feat. Boyz II Men) – 2:55
3. Pray – 3:32
4. Someday at Christmas – 2:53

## Singleauskopplungen
| Jahr | Titel                                                   | Höchstplatzierung, Gesamtwochen, AuszeichnungChartplatzierungen (Jahr, Titel, , Platzierungen, Wochen, Auszeichnungen, Anmerkungen) | Höchstplatzierung, Gesamtwochen, AuszeichnungChartplatzierungen (Jahr, Titel, , Platzierungen, Wochen, Auszeichnungen, Anmerkungen) | Höchstplatzierung, Gesamtwochen, AuszeichnungChartplatzierungen (Jahr, Titel, , Platzierungen, Wochen, Auszeichnungen, Anmerkungen) | Höchstplatzierung, Gesamtwochen, AuszeichnungChartplatzierungen (Jahr, Titel, , Platzierungen, Wochen, Auszeichnungen, Anmerkungen) | Höchstplatzierung, Gesamtwochen, AuszeichnungChartplatzierungen (Jahr, Titel, , Platzierungen, Wochen, Auszeichnungen, Anmerkungen) | Höchstplatzierung, Gesamtwochen, AuszeichnungChartplatzierungen (Jahr, Titel, , Platzierungen, Wochen, Auszeichnungen, Anmerkungen) | Anmerkungen                                                                                      |
| Jahr | Titel                                                   | DE | AT | CH | UK | US | CA | Anmerkungen                                                                                      |
| ---- | ------------------------------------------------------- | --- | --- | --- | --- | --- | --- | ------------------------------------------------------------------------------------------------ |
| 2011 | Mistletoe                                               | DE19 Platin · (40 Wo.)DE | AT12 (39 Wo.)AT | CH16 (35 Wo.)CH | UK21 ×2Doppelplatin · (48 Wo.)UK | US11 ×3Dreifachplatin · (14 Wo.)US                                                                                                  | CA3 Platin · (18 Wo.)CA | Erstveröffentlichung: 7. Oktober 2011 Verkäufe: + 5.390.000                                      |
| 2011 | The Christmas Song (Chestnuts Roasting on an Open Fire) | — | — | — | UK91 (1 Wo.)UK | US58 Gold · (1 Wo.)US | CA30 (1 Wo.)CA | Erstveröffentlichung: 24. Oktober 2011 Verkäufe: + 545.000; feat. Usher; Original: Nat King Cole |

## Kommerzieller Erfolg

### Chartplatzierungen
Under the Mistletoe debütierte auf Platz eins der US-amerikanischen Billboard 200, womit Bieber der erste Solokünstler war, der drei Nummer-eins-Alben vor seinem 18. Geburtstag veröffentlichte.
| Periode   | Höchstplatzierung, GesamtwochenChartplatzierungen (Periode, Platzierungen, Wochen) | Höchstplatzierung, GesamtwochenChartplatzierungen (Periode, Platzierungen, Wochen) | Höchstplatzierung, GesamtwochenChartplatzierungen (Periode, Platzierungen, Wochen) | Höchstplatzierung, GesamtwochenChartplatzierungen (Periode, Platzierungen, Wochen) | Höchstplatzierung, GesamtwochenChartplatzierungen (Periode, Platzierungen, Wochen) | Höchstplatzierung, GesamtwochenChartplatzierungen (Periode, Platzierungen, Wochen) |
| Periode   | DE                                                                                 | AT                                                                                 | CH                                                                                 | UK                                                                                 | US                                                                                 | CA                                                                                 |
| --------- | ---------------------------------------------------------------------------------- | ---------------------------------------------------------------------------------- | ---------------------------------------------------------------------------------- | ---------------------------------------------------------------------------------- | ---------------------------------------------------------------------------------- | ---------------------------------------------------------------------------------- |
| 2011/12   | DE21 (8 Wo.)DE                                                                     | AT22 (7 Wo.)AT                                                                     | CH25 (8 Wo.)CH                                                                     | UK13 (9 Wo.)UK                                                                     | US1 (10 Wo.)US                                                                     | CA1 (9 Wo.)CA                                                                      |
| 2012/13   | —                                                                                  | —                                                                                  | —                                                                                  | —                                                                                  | US30 (8 Wo.)US                                                                     | —                                                                                  |
| 2013/14   | —                                                                                  | —                                                                                  | —                                                                                  | —                                                                                  | US91 (6 Wo.)US                                                                     | —                                                                                  |
|           |                                                                                    |                                                                                    |                                                                                    |                                                                                    |                                                                                    |                                                                                    |
|           |                                                                                    |                                                                                    |                                                                                    |                                                                                    |                                                                                    |                                                                                    |
| 2015/16   | —                                                                                  | —                                                                                  | —                                                                                  | —                                                                                  | US57 (5 Wo.)US                                                                     | —                                                                                  |
| 2016/17   | —                                                                                  | —                                                                                  | —                                                                                  | —                                                                                  | US110 (6 Wo.)US                                                                    | —                                                                                  |
| 2017/18   | —                                                                                  | —                                                                                  | —                                                                                  | —                                                                                  | US113 (5 Wo.)US                                                                    | —                                                                                  |
| 2018/19   | —                                                                                  | —                                                                                  | —                                                                                  | —                                                                                  | US85 (5 Wo.)US                                                                     | —                                                                                  |
| 2019/20   | —                                                                                  | —                                                                                  | —                                                                                  | —                                                                                  | US70 (4 Wo.)US                                                                     | —                                                                                  |
| 2020/21   | —                                                                                  | —                                                                                  | —                                                                                  | —                                                                                  | US77 (6 Wo.)US                                                                     | —                                                                                  |
| 2021/22   | —                                                                                  | —                                                                                  | —                                                                                  | —                                                                                  | US78 (5 Wo.)US                                                                     | —                                                                                  |
| 2022/23   | DE92 (1 Wo.)DE                                                                     | AT66 (1 Wo.)AT                                                                     | CH64 (1 Wo.)CH                                                                     | —                                                                                  | US78 (5 Wo.)US                                                                     | —                                                                                  |
| 2023/24   | DE23 (3 Wo.)DE                                                                     | —                                                                                  | CH59 (1 Wo.)CH                                                                     | —                                                                                  | US64 (5 Wo.)US                                                                     | —                                                                                  |
| 2024/25   | DE29 (4 Wo.)DE                                                                     | —                                                                                  | CH96 (1 Wo.)CH                                                                     | —                                                                                  | US64 (4 Wo.)US                                                                     | —                                                                                  |
| Insgesamt | DE21 (16 Wo.)DE                                                                    | AT22 (8 Wo.)AT                                                                     | CH25 (11 Wo.)CH                                                                    | UK13 (9 Wo.)UK                                                                     | US1 (74 Wo.)US                                                                     | CA1 (9 Wo.)CA                                                                      |

| ChartsJahrescharts (2011)      | Platzierung |
| ------------------------------ | ----------- |
| Vereinigte Staaten (Billboard) | 94          |
| Vereinigtes Königreich (OCC)   | 85          |

| ChartsJahrescharts (2012)      | Platzierung |
| ------------------------------ | ----------- |
| Vereinigte Staaten (Billboard) | 13          |

| ChartsJahrescharts (2013)      | Platzierung |
| ------------------------------ | ----------- |
| Vereinigte Staaten (Billboard) | 172         |

### Auszeichnungen für Musikverkäufe
| Land/Region                  | Auszeichnungen für Musikverkäufe (Land/Region, Auszeichnung, Verkäufe) | Verkäufe  |
| ---------------------------- | ---------------------------------------------------------------------- | --------- |
| Australien (ARIA)            | Platin                                                                 | 70.000    |
| Brasilien (PMB)              | Platin                                                                 | 40.000    |
| Dänemark (IFPI)              | 3× Platin                                                              | 60.000    |
| Irland (IRMA)                | Platin                                                                 | 15.000    |
| Italien (FIMI)               | Gold                                                                   | 30.000    |
| Kanada (MC)                  | 4× Platin                                                              | 320.000   |
| Mexiko (AMPROFON)            | Platin                                                                 | 60.000    |
| Neuseeland (RMNZ)            | Platin                                                                 | 15.000    |
| Norwegen (IFPI)              | Platin                                                                 | 20.000    |
| Polen (ZPAV)                 | Gold                                                                   | 10.000    |
| Schweden (IFPI)              | Gold                                                                   | 20.000    |
| Spanien (Promusicae)         | Gold                                                                   | 20.000    |
| Venezuela (APFV)             | Gold                                                                   | 5.000     |
| Vereinigte Staaten (RIAA)    | 2× Platin                                                              | 2.000.000 |
| Vereinigtes Königreich (BPI) | Gold                                                                   | 100.000   |
| Insgesamt                    | 6× Gold · 15× Platin ·                                                 | 2.785.000 |

Hauptartikel: Justin Bieber/Auszeichnungen für Musikverkäufe